# Princes Risborough
Princes Risborough este un oraș în comitatul Buckinghamshire, regiunea South East, Anglia. Orașul se află în districtul Wycombe.